# Yvrac-et-Malleyrand
Yvrac-et-Malleyrand är en kommun i departementet Charente i regionen Nouvelle-Aquitaine i västra Frankrike. Kommunen ligger  i kantonen La Rochefoucauld som ligger i arrondissementet Angoulême. År 2022 hade Yvrac-et-Malleyrand 562 invånare.

## Befolkningsutveckling
Antalet invånare i kommunen Yvrac-et-Malleyrand
Referens:INSEE